# Gran Premio de Río de Janeiro de Motociclismo de 2004
El Gran Premio de Río de Janeiro de Motociclismo de 2004 fue la séptima prueba del Campeonato del Mundo de Motociclismo de 2004. Tuvo lugar en el fin de semana del 18 al 20 de septiembre de 2004 en el Autódromo Internacional Nelson Piquet, situado en la ciudad de Río de Janeiro, Brasil. La carrera de MotoGP fue ganada por Makoto Tamada, seguido de Max Biaggi y Nicky Hayden. Manuel Poggiali ganó la prueba de 250cc, por delante de Dani Pedrosa y Toni Elías. La carrera de 125cc fue ganada por Héctor Barberá, Casey Stoner fue segundo y Andrea Dovizioso tercero.

## Resultados MotoGP
| Pos. | Piloto            | Constructor | Tiempo/Retirado | Grilla | Puntos |
| ---- | ----------------- | ----------- | --------------- | ------ | ------ |
| 1    | Makoto Tamada     | Honda       | 44:21.976       | 7      | 25     |
| 2    | Max Biaggi        | Honda       | +2.019          | 2      | 20     |
| 3    | Nicky Hayden      | Honda       | +5.764          | 3      | 16     |
| 4    | Loris Capirossi   | Ducati      | +11.145         | 6      | 13     |
| 5    | Alex Barros       | Honda       | +12.951         | 5      | 11     |
| 6    | Colin Edwards     | Honda       | +13.904         | 11     | 10     |
| 7    | Kenny Roberts Jr  | Suzuki      | +23.493         | 1      | 9      |
| 8    | Norifumi Abe      | Yamaha      | +27.498         | 15     | 8      |
| 9    | Shinya Nakano     | Kawasaki    | +27.802         | 9      | 7      |
| 10   | Carlos Checa      | Yamaha      | +36.808         | 12     | 6      |
| 11   | Alex Hofmann      | Kawasaki    | +37.713         | 14     | 5      |
| 12   | Rubén Xaus        | Ducati      | +48.924         | 16     | 4      |
| 13   | Marco Melandri    | Yamaha      | +57.102         | 13     | 3      |
| 14   | Jeremy McWilliams | Aprilia     | +1:03.046       | 18     | 2      |
| 15   | John Hopkins      | Suzuki      | +1:10.296       | 17     | 1      |
| 16   | Neil Hodgson      | Ducati      | +1:12.548       | 19     |        |
| 17   | Shane Byrne       | Aprilia     | +1:19.734       | 20     |        |
| 18   | Nobuatsu Aoki     | Proton      | +1:31.512       | 21     |        |
| 19   | Kurtis Roberts    | Proton      | +1:43.627       | 22     |        |
| 20   | Chris Burns       | Harris WCM  | +1 Lap          | 23     |        |
| Ret  | Valentino Rossi   | Yamaha      | Retirement      | 8      |        |
| Ret  | José David de Gea | Harris WCM  | Retirement      | 24     |        |
| Ret  | Troy Bayliss      | Ducati      | Retirement      | 10     |        |
| Ret  | Sete Gibernau     | Honda       | Retirement      | 4      |        |

## Resultados 250cc
| Pos. | Piloto           | Constructor | Tiempo/Retirado | Grilla | Puntos |
| ---- | ---------------- | ----------- | --------------- | ------ | ------ |
| 1    | Manuel Poggiali  | Aprilia     | 41:56.561       | 4      | 25     |
| 2    | Dani Pedrosa     | Honda       | +0.076          | 6      | 20     |
| 3    | Toni Elías       | Honda       | +3.792          | 2      | 16     |
| 4    | Alex de Angelis  | Aprilia     | +4.678          | 5      | 13     |
| 5    | Fonsi Nieto      | Aprilia     | +20.393         | 10     | 11     |
| 6    | Hiroshi Aoyama   | Honda       | +20.576         | 15     | 10     |
| 7    | Roberto Rolfo    | Honda       | +30.399         | 9      | 9      |
| 8    | Randy de Puniet  | Aprilia     | +34.742         | 3      | 8      |
| 9    | Alex Debón       | Honda       | +36.021         | 12     | 7      |
| 10   | Franco Battaini  | Aprilia     | +36.476         | 8      | 6      |
| 11   | Hugo Marchand    | Aprilia     | +50.991         | 23     | 5      |
| 12   | Sylvain Guintoli | Aprilia     | +52.196         | 7      | 4      |
| 13   | Chaz Davies      | Aprilia     | +53.576         | 19     | 3      |
| 14   | Naoki Matsudo    | Yamaha      | +1:01.641       | 14     | 2      |
| 15   | Dirk Heidolf     | Aprilia     | +1:02.014       | 24     | 1      |
| 16   | Klaus Nöhles     | Aprilia     | +1:11.756       | 20     |        |
| 17   | Erwan Nigon      | Yamaha      | +1:11.999       | 25     |        |
| 18   | Grégory Lefort   | Aprilia     | +1:20.226       | 21     |        |
| 19   | Arnaud Vincent   | Aprilia     | +1:22.037       | 18     |        |
| 20   | Taro Sekiguchi   | Yamaha      | +1 Lap          | 28     |        |
| Ret  | Jakub Smrž       | Honda       | Retirement      | 17     |        |
| Ret  | Sebastián Porto  | Aprilia     | Retirement      | 1      |        |
| Ret  | Joan Olivé       | Aprilia     | Retirement      | 13     |        |
| Ret  | Max Sabbatani    | Yamaha      | Retirement      | 29     |        |
| Ret  | Anthony West     | Aprilia     | Retirement      | 11     |        |
| Ret  | Johan Stigefelt  | Aprilia     | Retirement      | 26     |        |
| Ret  | Eric Bataille    | Honda       | Retirement      | 22     |        |
| Ret  | Alex Baldolini   | Aprilia     | Retirement      | 16     |        |

## Resultados 125cc
| Pos. | Piloto                   | Constructor | Tiempo/Retirado | Grilla | Puntos |
| ---- | ------------------------ | ----------- | --------------- | ------ | ------ |
| 1    | Héctor Barberá           | Aprilia     | 41:41.459       | 1      | 25     |
| 2    | Casey Stoner             | KTM         | +0.096          | 5      | 20     |
| 3    | Andrea Dovizioso         | Honda       | +0.202          | 2      | 16     |
| 4    | Roberto Locatelli        | Aprilia     | +0.359          | 6      | 13     |
| 5    | Mirko Giansanti          | Aprilia     | +0.737          | 7      | 11     |
| 6    | Marco Simoncelli         | Aprilia     | +7.614          | 20     | 10     |
| 7    | Pablo Nieto              | Aprilia     | +7.769          | 8      | 9      |
| 8    | Mika Kallio              | KTM         | +12.725         | 18     | 8      |
| 9    | Álvaro Bautista          | Aprilia     | +13.950         | 14     | 7      |
| 10   | Mattia Pasini            | Aprilia     | +19.938         | 4      | 6      |
| 11   | Andrea Ballerini         | Aprilia     | +25.983         | 9      | 5      |
| 12   | Mike Di Meglio           | Aprilia     | +26.633         | 16     | 4      |
| 13   | Simone Corsi             | Honda       | +26.996         | 15     | 3      |
| 14   | Julián Simón             | Aprilia     | +27.131         | 13     | 2      |
| 15   | Lukáš Pešek              | Honda       | +30.697         | 17     | 1      |
| 16   | Gioele Pellino           | Aprilia     | +30.806         | 22     |        |
| 17   | Gino Borsoi              | Aprilia     | +38.591         | 12     |        |
| 18   | Imre Tóth                | Aprilia     | +52.505         | 19     |        |
| 19   | Gábor Talmácsi           | Malaguti    | +59.593         | 21     |        |
| 20   | Steve Jenkner            | Aprilia     | +1:07.333       | 11     |        |
| 21   | Vesa Kallio              | Aprilia     | +1:20.065       | 27     |        |
| 22   | Stefano Perugini         | Gilera      | +1:48.237       | 24     |        |
| 23   | Manuel Manna             | Malaguti    | +1:48.311       | 28     |        |
| 24   | Raymond Schouten         | Honda       | +1:49.405       | 29     |        |
| Ret  | Jordi Carchano           | Aprilia     | Retirement      | 30     |        |
| Ret  | Jorge Lorenzo            | Derbi       | Retirement      | 3      |        |
| Ret  | Youichi Ui               | Aprilia     | Retirement      | 10     |        |
| Ret  | Markéta Janáková         | Honda       | Retirement      | 31     |        |
| Ret  | Mikko Kyyhkynen          | Honda       | Retirement      | 32     |        |
| Ret  | Fabrizio Lai             | Gilera      | Retirement      | 26     |        |
| Ret  | Sergio Gadea             | Aprilia     | Retirement      | 23     |        |
| Ret  | Ángel Rodríguez Campillo | Derbi       | Retirement      | 2      |        |